# Гражданская война в Канзасе (1854—1858)
Гражданская война в Канзасе — серия вооруженных столкновений на землях Территории Канзас накануне войны между Севером и Югом, которая в значительной степени спровоцировала общую гражданскую войну в США. Эти события называют также Кровавый Канзас или Истекающий кровью Канзас (англ. Bleeding Kansas). Главными противоборствующими сторонами были свободные фермеры с американского Севера и южане, обитавшие на границе Канзаса и Миссури. Для США середины XIX в., в эпоху обострения отношений между Севером и Югом, это была опосредованная война, в которой противоречия между регионами страны проявились в виде локального военного противостояния, впоследствии переросшего в общую и полномасштабную войну. Столкновения начались около 1856 г. и продолжались примерно до 1859 г., хотя отдельные стычки затем продолжались вплоть до начала войны между Севером и Югом в 1861 г.

Распространение рабства в США и выделение территории штата Канзас в 1854-59 гг.

Начало столкновений было спровоцировано законом о Канзасе и Небраске 1854 г., согласно которому конституция нового штата Канзас должна была приниматься общим голосованием местных поселенцев. В частности, конституция должна была оговаривать и вопрос о разрешении или запрещении рабства на территории штата, что серьёзно затрагивало интересы южан, строящих свою экономику на использовании рабского труда. Принятие такого закона федеральными властями означало отход от прежней политики следования условиям Миссурийского компромисса, который ограничивал распространение рабовладения на север и запад, в пользу идеи народного суверенитета.
Чтобы повлиять на выборы и принятие конституции штата, с территории соседнего штата Миссури и других рабовладельческих штатов Юга в Канзас была организована массовая иммиграция сторонников рабства. В ответ ряд аболиционистских 
организаций Севера предпринял аналогичные меры, организовав переселение в Канзас противников рабства. В частности, известный проповедник-аболиционист Генри Бичер, брат писательницы Гарриет Бичер-Стоу, занимался сбором средств для снабжения бедных иммигрантов с Севера всем необходимым для переезда, включая винтовки для самообороны, которые позже получили название «библий Бичера». К 1855 г. в Канзас только из Новой Англии было направлено около 1200 таких переселенцев с оружием. На Юге распространились слухи о том, что из-за организованной массовой иммиграции вооружённых северян в Канзасе скоро будет не менее 30 000 человек, поэтому южане в свою очередь начали вооружаться.

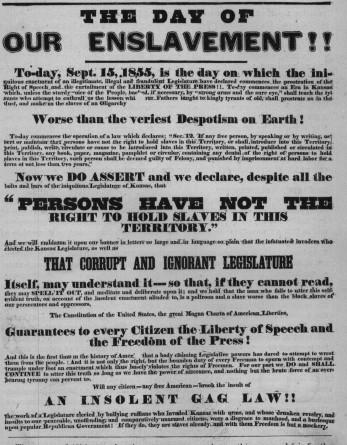
Плакат противников рабства в Канзасе 1855 г.

В результате, хотя постоянных поселенцев в Канзасе того времени насчитывалось не более 1500 человек, на выборах представителей в Законодательное собрание Территории было подано около 6000 голосов. Победили сторонники рабства. Аналогичной тактики рабовладельцы придерживались и в последующем на выборах в местные органы власти. В ответ аболиционисты и их сторонники организовали теневое правительство Территории. К концу 1855 г. как избранное, так и теневое правительства выработали свои проекты конституции. Осенью того же года на территории Канзаса начались столкновения и убийства на идеологической почве.
В январе 1856 г. президент США Франклин Пирс охарактеризовал ситуацию в Канзасе как «революционную». В апреле того же года Конгресс направил в штат своих представителей, которые в ходе проверки итогов выборов признали их состоявшимися под давлением извне. Тем не менее, федеральные власти продолжали признавать законным только избранное правительство.
Между тем беспорядки продолжались. 21 мая 1856 года отряд сторонников южан под руководством шерифа округа Сэмюэля Джонса напал на город Лоуренс, считавшийся оплотом противников рабства, разгромил редакции двух местных газет, сжёг гостиницу, которую содержал один из аболиционистов, разграбил магазины и частные дома. Столкновения происходили даже в Конгрессе. Когда сенатор от Массачусетса Чарльз Самнер в своей речи 22 мая 1856 г. обвинил в участии в актах насилия в Канзасе родственника представителя от Южной Каролины Престона Смита Брукса, последний избил сенатора своей тростью до потери сознания и продолжал бить до тех пор, пока не сломал трость. Других сенаторов, пытавшихся помочь Самнеру, остановил ещё один представитель от Южной Каролины Лоуренс Кейт, угрожавший им пистолетом. После этого инцидента оба нападавших подали в отставку, но стали героями Юга, уже через месяц были переизбраны и вернулись в Конгресс. В свою очередь сенатор Самнер, в течение трех лет лечившийся после избиения и неспособный выполнять свои обязанности, стал мучеником в глазах северян.

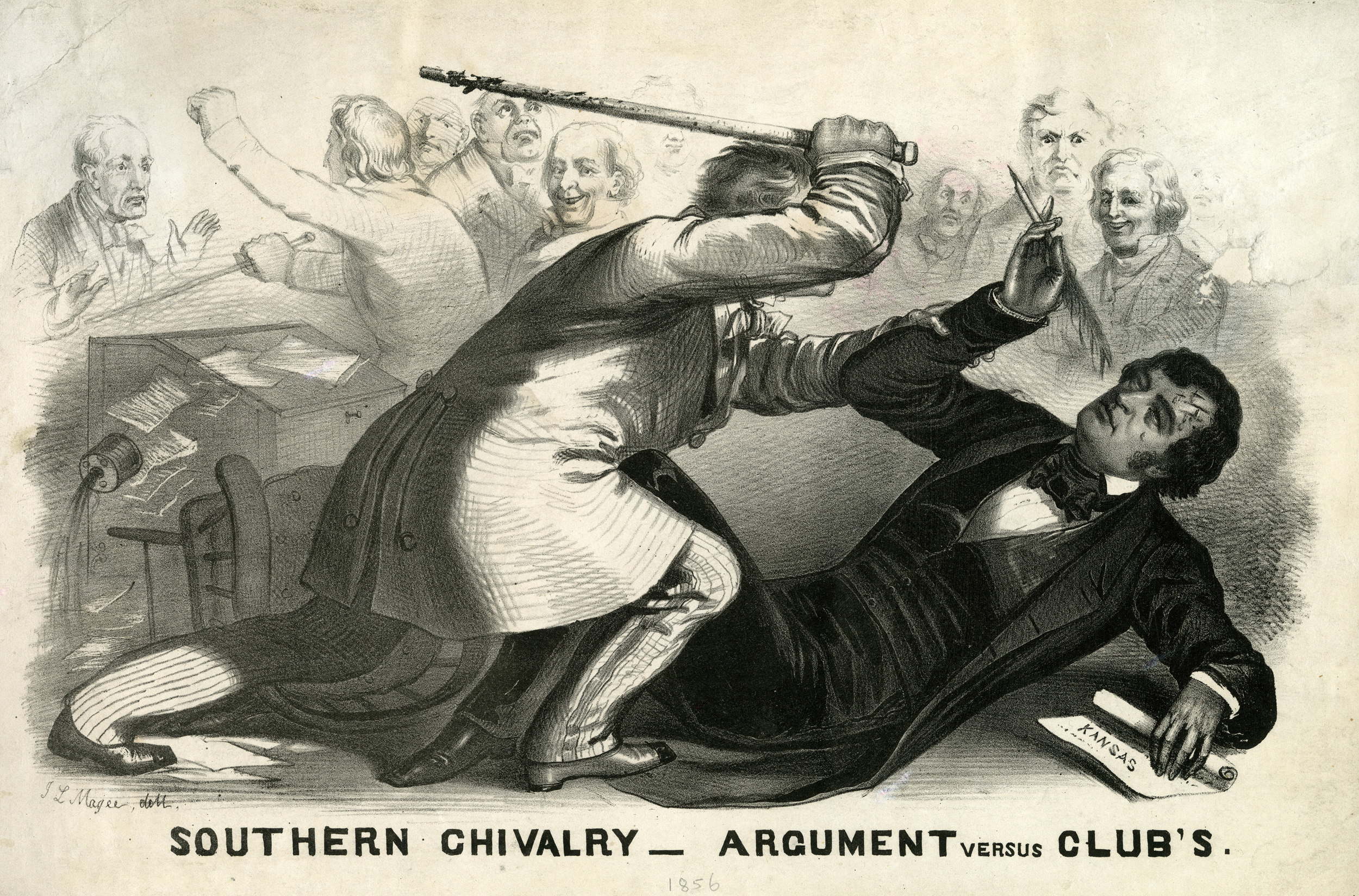
Престон Брукс избивает сенатора Самнера. Литография Дж. Маги, 1856 г.

Через два дня группа Джона Брауна устроила резню сторонников рабства, убив в Канзасе пять человек. Трое нападавших, включая двух сыновей Брауна, были впоследствии схвачены и заключены в тюрьму, но 2 июня Браун и его сторонники отбили своих и, в свою очередь, захватили в плен полковника Генри Пейта и 22 его солдата.
В июле в регион были направлены федеральные войска для подавления беспорядков и устранения теневого правительства. В августе отряд из нескольких сотен южан атаковал населённый северянами городок Осаватоми. Хотя Браун с несколькими десятками своих бойцов оказал им серьёзное сопротивление, ввиду значительного численного перевеса противника он вынужден был отступить. Городок был захвачен южанами, разграблен и сожжён.
Бои продолжались ещё около двух месяцев, пока Браун не был вынужден уйти с территории Канзаса. Тем не менее, отдельные столкновения продолжались и позже. Всего в ходе столкновений было убито 56 человек.
Во время голосования за проект конституции в 1857 г. оба правительства, избранное и теневое, призвали бойкотировать голосование за проект своих политических противников. В результате Конгресс не утвердил конституцию и назначил новые выборы. Принять конституцию удалось лишь в 1859 г., и она запрещала рабство на территории Канзаса.